# Serra San Bruno
Serra San Bruno is een gemeente in de Italiaanse provincie Vibo Valentia (regio Calabrië) en telt 6513 inwoners (31-12-2019). De oppervlakte bedraagt 39,6 km², de bevolkingsdichtheid is 182 inwoners per km².
De volgende frazioni maken deel uit van de gemeente: Ninfo.
Het dorp is ontstaan rond het kartuizerklooster Serra San Bruno (Certosa di San Stefano di Serra San Bruno) en werd vernoemd naar de heilige Bruno van Keulen, die de stichter was van de orde der kartuizers. Bruno van Keulen bouwde het klooster in 1095, waar hij in 1101 ook stierf.

## Demografie
Serra San Bruno telt ongeveer 2438 huishoudens. Het aantal inwoners steeg in de periode 1991-2001 met 4,6% volgens cijfers uit de tienjaarlijkse volkstellingen van ISTAT.
| Jaar | Inwoneraantal |
| ---- | ------------- |
| 1991 | 6759          |
| 2001 | 7068          |

## Geografie
De gemeente ligt op ongeveer 870 meter boven zeeniveau.
Serra San Bruno grenst aan de volgende gemeenten: Arena, Gerocarne, Mongiana, Spadola, Brognaturo, Simbario, Stilo.